# Hurpfarrer
Der Hurpfarrer war ein Pfarrer, der von einer Gemeinde für eine gewisse Zeit angestellt wurde.
Im Spätmittelalter bis zur Reformation wurde die Pfarrei durch den zuständigen Pfarrer betreut. Da dieser in der Regel gut gebildet war, wurde er häufig zu Diensten und Hilfe bei umliegenden Herrschaften (Landadel u. ä.) gebraucht. Dadurch drohte die zuständige Gemeinde zu verwaisen. Daher wurden Priester ohne feste Gemeinde angeheuert; im Mittelniederdeutschen wie auch heute noch im Niederländischen bedeutet huren so viel wie heuern, mieten. Aus diesen Umständen entstand der Ausdruck Hurpfarrer. 
In der Frühreformation waren viele evangelische Geistliche ehemalige Hurpfarrer, da diese nicht ortsgebunden waren und daher Gemeinden auswählen konnten, die bzw. deren Herrschaft ihrer Glaubensrichtung zusagten.